# Helichrysum glumaceum
Helichrysum glumaceum là một loài thực vật có hoa trong họ Cúc. Loài này được DC. mô tả khoa học đầu tiên năm 1838.